# مستشفى هايدلبرغ الجامعي

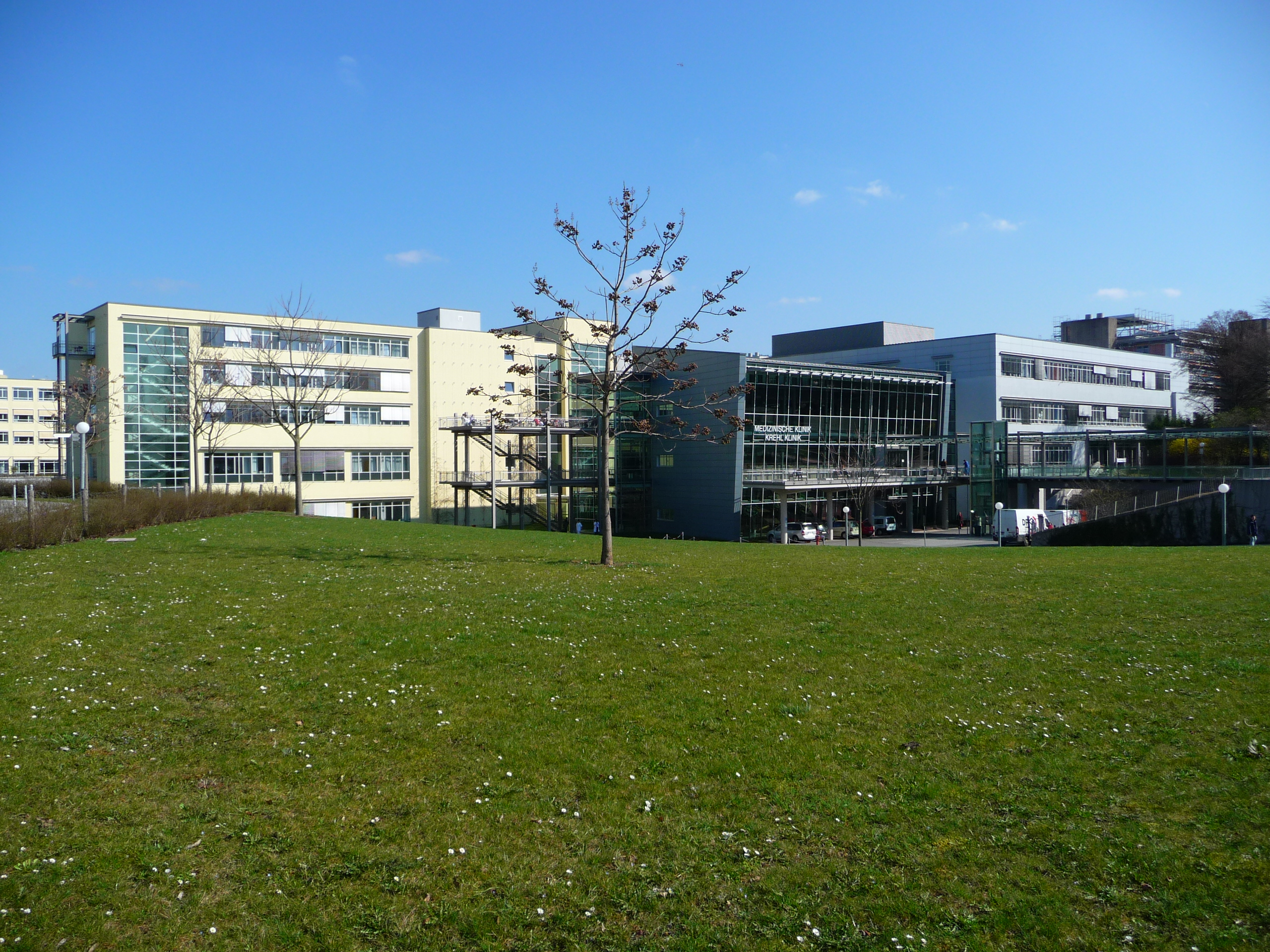
مستشفى الأمراض الباطنة في حرم جامعة هايدلبرغ الجديد

مستشفى هايدلبرغ الجامعي (بالألمانية: Universitätsklinikum Heidelberg) هو أحد أكبر المراكز الطبية في ألمانيا وأشهرها، وهو مرتبط بكلية طب جامعة هايدلبرغ، التي تعد أقدم كلية طبية في ألمانيا بلا منازع؛ إذ تأسست سنة 1388.
يتكون مستشفى هايدلبرغ الجامعي في الحقيقة من 12 مستشفى، يقع معظمها في الحرم الجديد لجامعة هايدلبرغ، على بعد حوالي 10 دقائق بالسيارة من الحرم القديم للجامعة.

## الرعاية الطبية

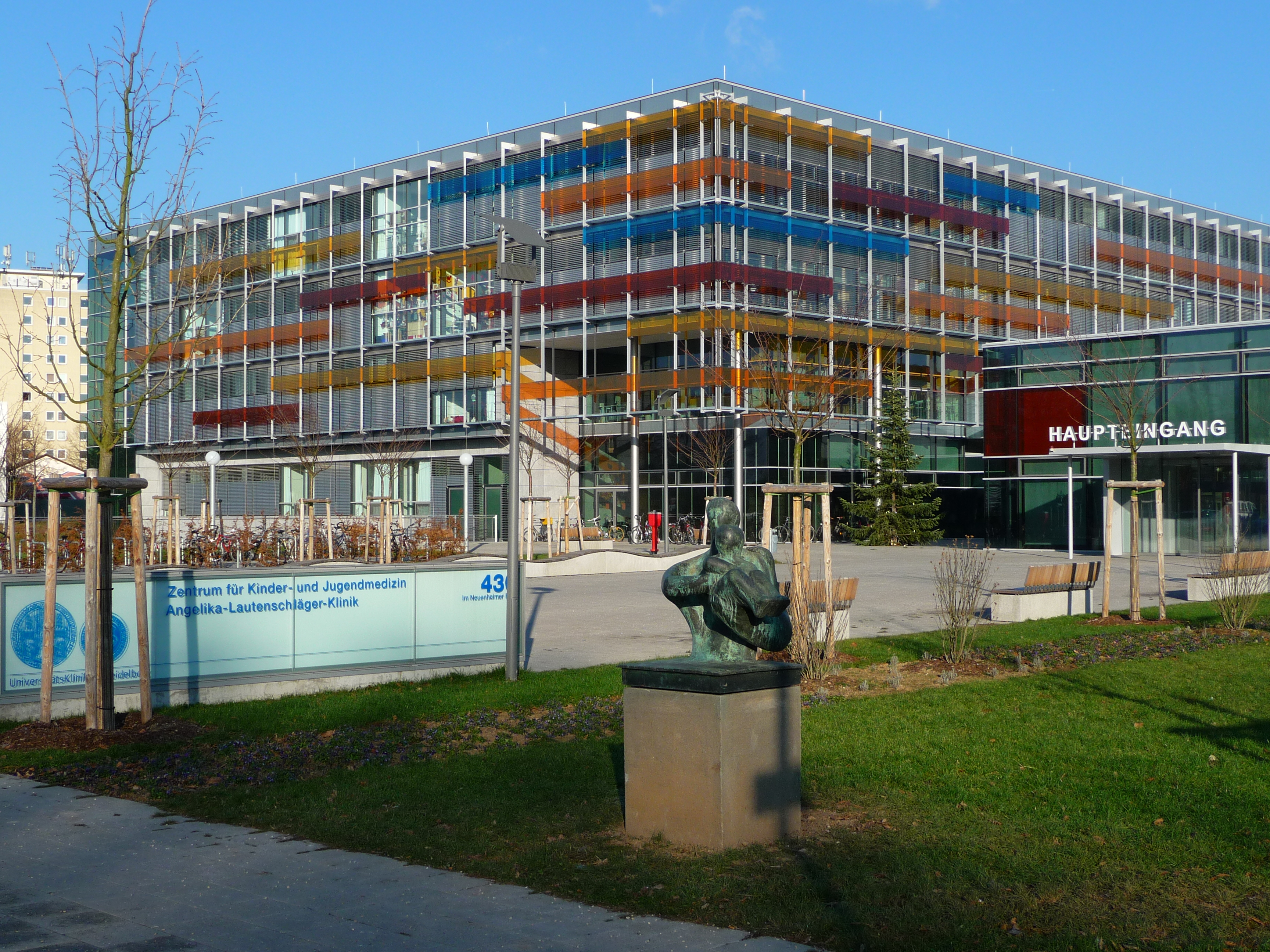
مستشفى الأطفال

يتلقى العلاج في مستشفى هايدلبرغ الجامعي سنوياً ما يقرب من 700 ألف مريض، ويشتهر المستشفى بصفة خاصة بعلاج الأورام السرطانية، وقد أضيف حديثاً إلى المراكز المخصصة لعلاج السطان بالمستشفى "المركز القومي لأمراض الأورام (بالألمانية: Nationale Centrum für Tumorerkrankungen)، وذلك بالتعاون مع المركز الألماني لأبحاث السرطان (بالألمانية: Deutsches Krebsforschungszentrum). ويهدف المركز القومي لأمراض الأورام لتحقيق التعاون بين التخصصات الطبية الإكلينيكية والأساسية في منظومة متكاملة لعلاج أفضل للأمراض السرطانية.

## البحث العلمي
تعد مدرسة الطب بجامعة هايدلبرغ إحدى أنشط مراكز الأبحاث الطبية الحيوية في ألمانيا، وتتعاون الكلية في مجال البحث العلمي مع العديد من المؤسسات البحثية في مدينة هايدلبرغ مثل المركز الألماني لأبحاث السرطان ومعهد ماكس بلانك للأبحاث الطبية (بالألمانية: Max-Planck-Institut für medizinische Forschung) والمختبر الأوروبي للبيولوجيا الجزيئية.

## التعليم الطبي
مدرسة الطب بجامعة هايدلبرغ هي أكثر الكليات الطبية الألمانية صعوبة في شروط الالتحاق، إذ تقبل فقط 3.6 % من المتقدمين للالتحاق بها (2008). وقد حصلت جامعة هايدلبرغ على لقب «الجامعة المتميزة» من المبادرة الألمانية لتميز الجامعات بفضل تميز المناهج العلمية لكلية الطب بها في المرحلة الجامعية الأولى ومرحلة الدراسات العليا.
يتكون البرنامج التعليمي لكلية طب هايدلبرغ من مرحلتين تنتهي كل منها بامتحان: مدة المرحلة الأولى سنتان تخصصان لدراسة العلوم الطبية الأساسية، ومدة المرحلة الثانية أربع سنوات تدرس خلالها العلوم الطبية الإكلينيكية.

## من مشاهير باحثي وأطباء المستشفى
- البروفيسور هوغو كاتوس (بالألمانية: Hugo A. Katus): أستاذ أمراض القلب، قام بتطوير اختبار التروبونين ت (بالإنجليزية: Troponin T Test)‏ ـ
- بيرت زاكمان (بالألمانية: Bert Sakmann) الحائز على جائزة نوبل في الطب سنة 1997، أستاذ بجامعة هايدلبرغ وعضو علمي بمعهد ماكس بلانك للأبحاث الطبية بهايدلبرغ.
- هارالد تسور هاوزن (بالألمانية: Harald zur Hausen) الحائز على جائزة نوبل في الطب سنة 2008، عمل رئيساً وعضواً بالمجلس العلمي الاستشاري للمركز الألماني لأبحاث السرطان في هايدلبرغ بين عامي 1983 و2003، وأستاذاً للطب بجامعة هايدلبرغ.

## وصلات خارجية
- موقع مستشفى هايدلبرغ الجامعي للمرضى الأجانب (القسم العربي)
- موقع مستشفى هايدلبرغ الجامعي (باللغة الألمانية)